# Père des peuples
 (juin 2019).
Ne doit pas être confondu avec Louis XII, dit le « Père du peuple ».
L'appellation Père des peuples a été utilisée en Russie tsariste puis en URSS à des fins de culte de la personnalité et de propagande. En effet, elle a été d'abord utilisée pour désigner les tsars de l'Empire russe, puis elle fut reprise en URSS pour désigner Staline.

## Histoire
En russe, les termes « petit père » et « père » sont bien différents. Le diminutif affectueux « petit père » était utilisé pour les tsars, qui furent appelés tsar-petit-père (царь-батюшка), littéralement dérivé de « mon père » ou « petit père » (батюшка), appellation des curés (popes), tandis que Pierre Ier de Russie a eu le titre de Père de la Nation (отец отечества), décerné en 1721 par le Sénat de Russie. Le familier « petit » (pour « petit père des peuples » fut utilisé notamment pour le dernier tsar, Nicolas II.
Par la suite, le terme fut appliqué à Joseph Staline, chef soviétique. Pour rester exact, il convient d'éviter le diminutif « petit » en français, que l'on retrouve dans certaines traductions erronées (seulement en langue française), car cela confère à Staline un caractère débonnaire alors que ce n'était pas l'intention initiale du surnom en russe. Son véritable surnom donné par les Russes est grand guide des peuples (великий вождь народов) ou encore père des peuples (отец народов), ou père des nations, sans le diminutif « petit ».